# Hiroshi Kinoshita
Hiroshi Kinoshita (1941) è un astronomo giapponese.
Specializzato in meccanica celeste, ha lavorato dal 1967 al 2008 presso l'Osservatorio astronomico nazionale del Giappone, Mitaka (Tokyo). Si è occupato principalmente di dinamica dei corpi celesti del sistema solare e in particolare della nutazione, in tale campo i suoi lavori sono considerati di referenza. Kinoshita è membro dell'Unione Astronomica Internazionale .

## Riconoscimenti
Gli è stato dedicato un asteroide, 7250 Kinoshita .